# Пиюк, Игорь Васильевич
И́горь Васи́льевич Пию́к (род. 13 мая 1982, Москва, РСФСР) — российский футболист, выступавший на позиции нападающего. Выступал за молодёжную сборную России.

## Клубная карьера
Родившись в Москве, в раннем детстве Пиюк с родителями жил в городе Видное. В восьмилетнем возрасте вернулся в столицу. Воспитанник академии московского Торпедо, первый тренер — Владимир Васильевич Кобзев, который и перевёл его на позицию нападающего. После того, как Пиюк проявил себя в чемпионате дублёров, забив за 2000 год 29 голов, в 2001 году нападающий перешёл из академии «Торпедо-ЗИЛ» в основную команду. Первый гол за «зиловцев» Пиюк забил в матче первого круга чемпионата против «Крыльев Советов», хотя тогда его клуб проиграл, но в уже победном для «автозаводцев» матче 27-го тура против «Крыльев» его гол стал единственным. Всего в розыгрыше чемпионата России 2001 года Пиюк забил 6 голов в чемпионате за 20 игр, став лучшим бомбардиром команды.
Пиюка считали одним из самых перспективных нападающих страны на тот момент, игрок получил вызов в молодёжную сборную России. После яркого сезона в составе «Торпедо-ЗИЛ» был приглашён вместе с другими юными «зиловцами» — Василием Березуцким и Алексеем Трипутенем — в московский ЦСКА. Тренер ЦСКА не торопился вводить Пиюка в основу, в основном оставляя Игоря играть в дубле. В чемпионате России за ЦСКА в том сезоне форвард провёл единственную игру — против «Зенита» (1:0). Единственный матч в стартовом составе «армейцев» Пиюк провёл в 1/4 финала, впоследствии победного для ЦСКА Кубка России 2001/2002, против своей бывшей команды — «Торпедо-ЗИЛ», где отличился победным голом, оставшимся для Пиюка единственным за ЦСКА. Карьера в столичном клубе у него в итоге сложилась неудачно: игроку так и не удалось успешно конкурировать за место в старте с Денисом Поповым и Дмитрием Кириченко. В итоге во второй половине сезона-2002 Пиюк ушёл выступать на правах аренды в «Торпедо-ЗИЛ», где и провёл его остаток, проведя 12 матчей и забив ещё один гол. В начале следующего сезона руководство ФК «Торпедо-Металлург» (так с 28 января 2003 года назывался клуб «Торпедо-ЗИЛ») уже не было заинтересовано в услугах Пиюка и не решилось продлевать срок аренды. В 2003 году форвард был отдан в аренду новороссийскому «Черноморцу», где сначала попадал в основу регулярно, но потом практически перестал попадать в состав и был вынужден покинуть клуб. В «Черноморце» игрок достиг финала единственного розыгрыша Кубка РФПЛ, в котором Пиюк сыграл 5 раз, включая один из матчей финала, и забил один гол.
Вернувшись в ЦСКА, Пиюк имел мало шансов закрепиться в столичной команде. Поэтому Игорь принял решение перейти на правах аренды в команду второго дивизиона «Факел» (Воронеж). В составе клуба Пиюк сыграл 27 матчей, забив 9 голов, один из них стал 600-м голом «Факела» в футбольных первенствах России. «Факел» не стал выкупать у армейцев нападающего, так как посчитал сумму, запрошенную ЦСКА, слишком высокой. Тем не менее, Пиюк расторг контракт с ЦСКА и перешёл в «КАМАЗ» в 2005 году уже свободным агентом. В клубе из Набережных Челнов Пиюк играл неплохо, отметившись серией голов в середине сезона, включая дубль «Уралу» в последние 10 минут матча. В отрезке сезона 2006 успел забить за КАМАЗ 5 мячей в 9 матчах.
В 2006 году на правах свободного агента стал игроком «СКА-Энергии» из Хабаровска. В середине 2007 года нападающий перешёл в курский «Авангард», вместе с которым в 2009 году стал победителем Второго дивизиона в зоне «Центр», отметившись в обеспечившем досрочное повышение матче против "Днепра" из Смоленска (4:1) двумя голевыми передачами. В конце сезона 2009 Игорь курский клуб покинул. За период пребывания в составе курян Пиюк сыграл 64 игры и забил 16 голов.
После завершения сезона 2009 года, форвард стал вновь тренироваться с хабаровским «СКА-Энергия», который возглавил бывший тренер курян Сергей Горлукович, а в марте 2010 года подписал с этим клубом контракт. Отыграв за него ещё сезон, игрок увеличил количество проведённых за СКА-Хабарвск матчей до 53, сумев отличиться семью голами за все время.
В 2011 году перешёл в орловский клуб «Русичи». Единственный гол за клуб забил в ворота «Салюта» из Белгорода (2:7). В матче против саратовского «Сокола» Пиюк на 30-й минуте за удар соперника локтем получил красную карточку. Подавляющее большинство игр сезона Пиюк пропустил из-за травм, сыграв лишь 10 матчей, вследствие чего в конце сезона клуб решил расстаться с игроком. После ухода из «Русичей» Пиюк играл в ЛФЛ за любительскую команду «Видное» до 2014 года, после чего окончательно завершил футбольную карьеру. Итого в профессиональных лигах России Пиюк сыграл 234 матча и забил 49 голов.

## Карьера в сборной
Пиюк вызывался в сборную России (до 21 года) и сыграл за неё один матч — 16 апреля 2002 года против сборной Германии (до 21 года). Матч закончился со счетом 2:1 в пользу немцев, а Пиюк отыграл 17 минут.
Также Пиюк входил в расширенный состав основной сборной во время руководства ею Валерия Газзаева, но в итоговый список Игорь так и не попал.

## Тренерская карьера
По окончании карьеры стал тренером юниоров в МБУ СШОР «Олимп» (Видное). Также периодически появляется на любительских и детских футбольных мероприятиях в качестве судьи и тренера.
Пиюк является официальным представителем сербского ФК «Црвена Звезда» в России, а также организатором российского детского футбольного лагеря под партонажем клуба.

## Личная жизнь
Брат футболиста — Александр Васильевич Пиюк (род. 17 ноября 1987) — также футболист, отметившийся в составе таких клубов, как «Маккаби» Москва и «Видное». Он так же, как и брат, работает детским тренером в городе Видное.

## Достижения
- Победитель зоны «Центр» Второго дивизиона: 2009
- Победитель Кубка России: 2001/2002
- Серебряный призёр Чемпионата России: 2002
- Финалист Кубка Премьер-Лиги 2003

## Результаты по сезонам
| Выступление      | Выступление      | Выступление      | Чемпионат | Чемпионат | Кубок | Кубок | Итого | Итого |
| Клуб             | Лига             | Сезон            | Игры      | Голы      | Игры  | Голы  | Игры  | Голы  |
| ---------------- | ---------------- | ---------------- | --------- | --------- | ----- | ----- | ----- | ----- |
| Торпедо-ЗиЛ      | РФПЛ             | 2001             | 20        | 6         | 1     | 0     | 21    | 6     |
| ЦСКА             | Премьер-Лига     | 2002             | 1         | 0         | 1     | 1     | 2     | 1     |
| Торпедо-ЗиЛ      | Премьер-Лига     | 2002             | 12        | 1         | 0     | 0     | 12    | 1     |
| Черноморец       | Премьер-Лига     | 2003             | 12        | 0         | 5     | 1     | 17    | 1     |
| Факел            | 2 див. ПФЛ       | 2004             | 27        | 9         | 1     | 0     | 28    | 9     |
| КамАЗ            | 1 див. ПФЛ       | 2005             | 26        | 4         | 0     | 0     | 26    | 4     |
| КамАЗ            | 1 див. ПФЛ       | 2006             | 9         | 5         | 0     | 0     | 9     | 5     |
| СКА-Энергия      | 1 див. ПФЛ       | 2006             | 18        | 6         | 0     | 0     | 18    | 6     |
| СКА-Энергия      | 1 див. ПФЛ       | 2007             | 12        | 0         | 1     | 2     | 13    | 2     |
| Авангард (Курск) | 1 див. ПФЛ       | 2007             | 6         | 2         | —     | —     | 6     | 2     |
| Авангард (Курск) | 1 див. ПФЛ       | 2008             | 30        | 5         | 3     | 1     | 33    | 6     |
| Авангард (Курск) | 1 див. ПФЛ       | 2009             | 28        | 9         | 3     | 1     | 31    | 10    |
| СКА-Энергия      | 1 див. ПФЛ       | 2010             | 23        | 1         | 0     | 0     | 23    | 1     |
| Русичи (Орёл)    | 2 дивизион       | 2011/12          | 10        | 1         | 0     | 0     | 10    | 1     |
| Всего за карьеру | Всего за карьеру | Всего за карьеру | 234       | 49        | 16    | 6     | 250   | 55    |